# 和田貴範
和田 貴範（わだ たかのり、1981年2月12日 - ）は、千葉県出身の元社会人野球選手（内野手）。

## 人物・来歴
拓大紅陵高から明大に進む。いわゆる松坂世代（1980年4月 - 1981年3月生まれ）である。2002年春シーズンはリーグ打率2位の好成績を挙げ、ベストナイン（三塁手部門）を受賞。リーグ通算92試合出場、298打数79安打、打率.265、2本塁打、22打点。
2003年に新日鐵君津から衣替えしたかずさマジックに入部（所属は日東交通）。かずさ1期生となる。その年チームは2大大会（都市対抗野球大会・社会人野球日本選手権大会）に出場を果たすが、ほとんど出場機会がないまま初年度を終える。2年目からチームは2大大会の出場を逃し続けるが、和田はサードのレギュラーを獲得し、2004年・2005年にはホンダ、2006年にはJFE東日本の補強選手として3年連続で都市対抗でチームの上位進出に貢献。2006年には慣れないセカンドを東京ドームで守りながらチームの8強入りに貢献し、大会優秀選手に選出された。2007年は日本通運の補強選手となり、4年間で南関東地区のライバルチームすべてのユニフォームに袖を通した。
2008年・2009年シーズンは主将としてもプレー、2011年の都市対抗予選敗退をもって現役を引退し、同年限りで日東交通も退社した。
退社後は、アンダーアーマーの日本代理店である株式会社ドームへ転職。アンダーアーマーベースボールハウス川崎の初代店長を経て、商品の企画・開発に取り組んだ。2014年よりパートナーシップ契約を締結した読売ジャイアンツとのプロジェクト担当者として活動し、2019年現在はスポーツマーケティングを行う部署に勤務している。

## 主な表彰・タイトル
- 東京六大学ベストナイン（2002年春・三塁手部門）
- 社会人ベストナイン（2006年・二塁手部門）